# Gare de Fexhe-le-Haut-Clocher
La gare de Fexhe-le-Haut-Clocher est une gare ferroviaire belge de la ligne 36 de Liège à Bruxelles, située sur le territoire de la commune de Fexhe-le-Haut-Clocher dans la province de Liège.
Elle est mise en service en 1838 par les Chemins de fer de l'État belge.
C'est une halte voyageurs de la Société nationale des chemins de fer belges (SNCB), desservie par des trains Suburbains (S) de la ligne S44 du RER liégeois.

## Situation ferroviaire
Établie à 135 mètres d'altitude, la gare de Fexhe-le-Haut-Clocher est située au point kilométrique (PK) 84,983 de la ligne 36, de Bruxelles-Nord à Liège-Guillemins, entre les gares de Momalle et de Voroux.

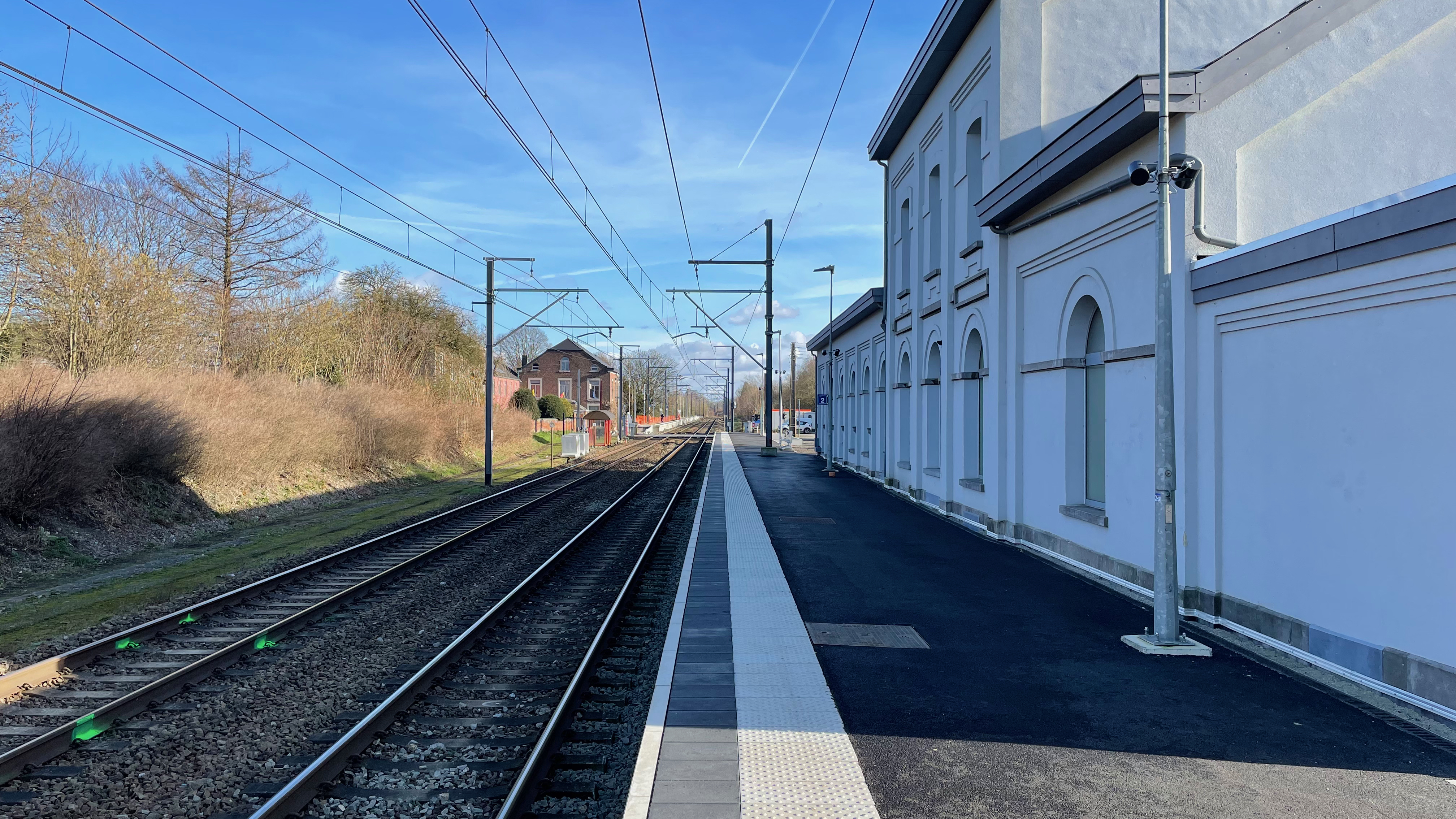
Quai en direction de Liège.

## Histoire
La station de Fexhe-le-Haut-Clocher est mise en service le 2 avril 1838 par les Chemins de fer de l'État belge, lorsqu'ils ouvrent à l'exploitation la section de Tirlemont à Ans. Située entre les stations de Waremme et d'Ans elle dessert un village de 400 habitants.
Le bâtiment d'origine se trouvait de l'autre côté du passage à niveau, du même côté des voies. En 1854, il est proposé de débloquer un crédit de 65 000 francs pour agrandir le magasin (hangar à marchandises), poser des voies, aiguillages, pavages et acquérir les terrains nécessaires.
Le nouveau bâtiment des recettes (plan type 1895) est mis en service à la fin de l'année 1898. Les photographies anciennes montrent un abri de quai en fer forgé, datant de 1879, sur le quai opposé et, de l'autre côté du passage à niveau, la halle aux marchandises. Une marquise en verre court le long de l'aile de six travées du bâtiment de la gare et un pavillon pour les toilettes et la lampisterie se trouve dans sa continuité.
Le 4 octobre 1967, un train de voyageurs reliant Mons à Liège percute à grande vitesse la locomotive d'un train vers Ostende qui venait de percuter un train omnibus qui se dirigeait vers une voie de garage à la sortie de la gare de Fexhe. 12 voyageurs perdent la vie dans cet accident.

## Service des voyageurs

### Accueil
Halte SNCB, c'est un point d'arrêt non géré (PANG) à accès libre. Elle est équipée d'un automate pour l'achat de titres de transport.
La traversée des voies et le passage d'un quai à l'autre s'effectuent en empruntant le passage à niveau routier.

### Desserte
Fexhe-le-Haut-Clocher est desservie par des trains Suburbains (S44) de la SNCB (voir brochure SNCB de la ligne 36).
En semaine, la desserte est constituée de trains S44 reliant Landen à Liège-Guillemins et Visé, toutes les heures. Ils sont renforcés par des trains P ou S44 supplémentaires de Landen à Liège-Guillemins (deux, le matin), un d'Ans à Landen (le matin) et un de Waremme à Liège-Guillemins (l’après-midi). Le mercredi midi, un S44 supplémentaire relie Waremme à Liège-Guillemins.
Les week-ends et jours fériés, la desserte est uniquement constituée de trains S44 reliant Landen à Liège-Guillemins et circulant toutes les heures dans chaque sens.

### Intermodalité
Un parc (gratuit) pour les vélos et un parking (gratuit) pour les véhicules y sont aménagés.

## Comptage voyageurs
Le graphique et le tableau montrent le nombre de passagers qui en moyenne embarquent durant la semaine, le samedi et le dimanche.
| Nombre de voyageurs qui embarquent à la gare de Fexhe-le-Haut-Clocher | Nombre de voyageurs qui embarquent à la gare de Fexhe-le-Haut-Clocher | Nombre de voyageurs qui embarquent à la gare de Fexhe-le-Haut-Clocher | Nombre de voyageurs qui embarquent à la gare de Fexhe-le-Haut-Clocher |
|                                                                       | Semaine                                                               | Samedi                                                                | Dimanche                                                              |
| --------------------------------------------------------------------- | --------------------------------------------------------------------- | --------------------------------------------------------------------- | --------------------------------------------------------------------- |
| 1977                                                                  | 226                                                                   | 37                                                                    | 45                                                                    |
| 1978                                                                  | 207                                                                   | 52                                                                    | 29                                                                    |
| 1979                                                                  | 202                                                                   | 42                                                                    | 34                                                                    |
| 1980                                                                  | 181                                                                   | 31                                                                    | 32                                                                    |
| 1981                                                                  | 166                                                                   | 48                                                                    | 28                                                                    |
| 1982                                                                  | 152                                                                   | 57                                                                    | 31                                                                    |
| 1983                                                                  | 160                                                                   | 45                                                                    | 29                                                                    |
| 1984                                                                  | 151                                                                   | 23                                                                    | 24                                                                    |
| 1985                                                                  | 147                                                                   | 17                                                                    | 26                                                                    |
| 1986                                                                  | 139                                                                   | 20                                                                    | 25                                                                    |
| 1987                                                                  | 147                                                                   | 17                                                                    | 12                                                                    |
| 1988                                                                  | 164                                                                   | 23                                                                    | 25                                                                    |
| 1989                                                                  | 145                                                                   | 28                                                                    | 18                                                                    |
| 1990                                                                  | 131                                                                   | 20                                                                    | 14                                                                    |
| 1991                                                                  | 131                                                                   | 25                                                                    | 25                                                                    |
| 1992                                                                  | 132                                                                   | 27                                                                    | 19                                                                    |
| 1993                                                                  | 150                                                                   | 28                                                                    | 18                                                                    |
| 1994                                                                  | 147                                                                   | 25                                                                    | 6                                                                     |
| 1995                                                                  | 117                                                                   | 22                                                                    | 10                                                                    |
| 1996                                                                  | 155                                                                   | 6                                                                     | 11                                                                    |
| 1997                                                                  | 165                                                                   | 9                                                                     | 7                                                                     |
| 1998                                                                  | 143                                                                   | 12                                                                    | 14                                                                    |
| 1999                                                                  | 116                                                                   | 17                                                                    | 16                                                                    |
| 2000                                                                  | 150                                                                   | 20                                                                    | 15                                                                    |
| 2001                                                                  | 147                                                                   | 18                                                                    | 10                                                                    |
| 2002                                                                  | 158                                                                   | 21                                                                    | 22                                                                    |
| 2003                                                                  | 153                                                                   | 12                                                                    | 11                                                                    |
| 2004                                                                  | 171                                                                   | 26                                                                    | 12                                                                    |
| 2005                                                                  | 163                                                                   | 33                                                                    | 16                                                                    |
| 2006                                                                  | 206                                                                   | 26                                                                    | 20                                                                    |
| 2007                                                                  | 167                                                                   | 20                                                                    | 22                                                                    |
| 2008                                                                  | -                                                                     | -                                                                     | -                                                                     |
| 2009                                                                  | 147                                                                   | 29                                                                    | 13                                                                    |
| 2010                                                                  | -                                                                     | -                                                                     | -                                                                     |
| 2011                                                                  | -                                                                     | -                                                                     | -                                                                     |
| 2012                                                                  | 162                                                                   | 28                                                                    | 13                                                                    |
| 2013                                                                  | 151                                                                   | 26                                                                    | 15                                                                    |
| 2014                                                                  | 139                                                                   | 16                                                                    | 15                                                                    |
| 2015                                                                  | 132                                                                   | 28                                                                    | 35                                                                    |
| 2016                                                                  | 148                                                                   | 25                                                                    | 28                                                                    |
| 2017                                                                  | 138                                                                   | 28                                                                    | 23                                                                    |
| 2018                                                                  | 147                                                                   | 20                                                                    | 17                                                                    |
| 2019                                                                  | 140                                                                   | 29                                                                    | 16                                                                    |
| 2020                                                                  | 134                                                                   | 27                                                                    | 22                                                                    |
| 2021                                                                  | -                                                                     | -                                                                     | -                                                                     |
| 2022                                                                  | 135                                                                   | 32                                                                    | 28                                                                    |
| 2023                                                                  | 180                                                                   | 41                                                                    | 32                                                                    |
| 2024                                                                  | 166                                                                   | 34                                                                    | 34                                                                    |